# Neruda (pel·lícula)
Neruda és una pel·lícula de 2016 dirigida per Pablo Larraín i escrita per Guillermo Calderón. Fou estrenada a la 69a edició del Festival de Cinema de Canes i seleccionada per Xile com l'aportació a la 89 edició dels premis Oscar a la categoria de millor pel·lícula de parla no anglesa però no fou nominada. En canvi, sí que fou seleccionada pels premis Globus d'Or de 2016, obtenint una nominació a la millor pel·lícula de parla no anglesa.

## Argument[calcitació]
La pel·lícula se centra en la persecució política que el poeta i aleshores senador comunista Pablo Neruda va patir per haver criticat públicament al president Gabriel González Videla en un discurs fet al Congres Nacional el 1948. Neruda és víctima de la brutal repressió anticomunista de Videla i de la caça contra ell dirigida per Oscar Peluchonneau, el cap feixista de la Policía de Investigaciones de Xile.

## Repartiment
| Intèrpret             | Personatge              |
| --------------------- | ----------------------- |
| Luis Gnecco           | Pablo Neruda            |
| Gael García Bernal    | Óscar Peluchonneau      |
| Mercedes Morán        | Delia del Carril        |
| Alfredo Castro        | Gabriel González Videla |
| Pablo Derqui          | Víctor Pey              |
| Diego Muñoz           | Martínez                |
| Michael Silva         | Álvaro Jara             |
| Jaime Vadell          | Arturo Alessandri Palma |
| Emilio Gutiérrez Caba | Pablo Picasso           |
| Marcelo Alonso        | Pepe Rodríguez          |

## Premis i nominacions
| Premi                              | Categoria                             | Receptor/s                                                    | Resultat  | Ref(s) |
| ---------------------------------- | ------------------------------------- | ------------------------------------------------------------- | --------- | ------ |
| Premi Iberoamericà de Cinema Fénix | Millor pel·lícula                     | Pablo Larraín                                                 | Guanyador | [ 1 ]  |
| Premi Iberoamericà de Cinema Fénix | Millor direcció                       | Pablo Larraín                                                 | Nominat   | [ 1 ]  |
| Premi Iberoamericà de Cinema Fénix | Millor interpretació masculina        | Luis Gnecco                                                   | Nominat   | [ 1 ]  |
| Premi Iberoamericà de Cinema Fénix | Millor interpretació masculina        | Gael García Bernal                                            | Nominat   | [ 1 ]  |
| Premi Iberoamericà de Cinema Fénix | Millor fotografia                     | Sergio Armstrong                                              | Nominat   | [ 1 ]  |
| Premi Iberoamericà de Cinema Fénix | Millo muntatge                        | Herve Schneid                                                 | Guanyador | [ 1 ]  |
| Premi Iberoamericà de Cinema Fénix | Millor disseny de producció           | Estefanía Larraín                                             | Guanyador | [ 1 ]  |
| Premi Iberoamericà de Cinema Fénix | Millor disseny de vestuari            | Muriel Parra                                                  | Guanyador | [ 1 ]  |
| Premi Iberoamericà de Cinema Fénix | Millor so                             | Miguel Hormázabal, Rubén Piputto, Roberto Zuñiga i Ivo Moraga | Nominat   | [ 1 ]  |
| Critics' Choice Movie Award        | Millor pel·lícula de parla no anglesa | Neruda                                                        | Nominat   |        |
| Premis Globus d'Or                 | Millor pel·lícula de parla no anglesa | Neruda                                                        | Nominat   |        |
| Premis Caleuche 2017               | Millor actor                          | Luis Gnecco                                                   | Guanyador |        |
| Premis Caleuche 2017               | Millor actor secundari                | Roberto Farías                                                | Guanyador |        |